# 2-я Мужица
2-я Мужица — деревня в Глушковском районе Курской области России. Входит в состав Кульбакинского сельсовета.

## География
Деревня находится на реке Мужица (приток Снагости в бассейне Сейма), в 9 км от российско-украинской границы, в 110 км к юго-западу от Курска, в 12 км к юго-востоку от районного центра — посёлка городского типа Глушково, в 4 км от центра сельсовета — села Кульбаки.
Климат
2-я Мужица, как и весь район, расположена в поясе умеренно континентального климата с тёплым летом и относительно тёплой зимой (Dfb в классификации Кёппена).
Часовой пояс
Деревня 2-я Мужица, как и вся Курская область, находится в часовой зоне МСК (московское время). Смещение применяемого времени относительно UTC составляет +3:00.

## Население
| 2002 | 2010 |
| ---- | ---- |
| 177  | ↘141 |

## Инфраструктура
Личное подсобное хозяйство. В деревне 90 домов.

## Транспорт
2-я Мужица находится в 12,5 км от автодороги регионального значения 38К-040 (Хомутовка — Рыльск — Глушково — Тёткино — граница с Украиной), в 6,5 км от автодороги 38К-006 (Коренево — Троицкое), в 2,5 км от автодороги 38К-007 (38К-006 — Комаровка — Глушково), на автодорогах межмуниципального значения 38Н-592 (ст. Глушково возле одноимённого посёлка — Кульбаки — Синяк) и 38Н-595 (38Н-592 — 2-я Мужица), в 3,5 км от ближайшей ж/д станции Глушково (линия 322 км — Льгов I).
В 145 км от аэропорта имени В. Г. Шухова (недалеко от Белгорода).